# یلوواتس
یلوواتس (صربی: Jelovac}} یک منطقهٔ مسکونی در صربستان است که در دسپوتوواتس واقع شده‌است.
 یلوواتس  ۲۷۸ نفر جمعیت دارد.